# Antho inconspicua
Antho inconspicua är en svampdjursart som först beskrevs av Desqueyroux 1972.  Antho inconspicua ingår i släktet Antho och familjen Microcionidae. Inga underarter finns listade i Catalogue of Life.